# Jules Louis Machard
Jules Louis Machard (* 22. September 1839 in Sampans; † 27. September 1900 in Meudon) war ein französischer Historien- und Porträtmaler.

## Leben
Machard studierte bei Émile Signol (1804–1892) und  Ernest Hébert an der École des Beaux-Arts. 1865 wurde er mit dem  Prix de Rome für sein Bild „Orpheus in der Unterwelt“ ausgezeichnet. Der Preis war mit einem Stipendium und einem längeren Studienaufenthalt in der Villa Medici in Rom verbunden. Sein Bild „Angélique attachée au rocher“ wurde im Salon von 1869 ausgestellt.

## Grabmal
Jules Louis Machard ist in Meudon auf dem Cimetière des Longs Réages bestattet. Das repräsentative Grabmal aus weißem Marmor mit verschiedenen allegorischen Figuren, darunter eine Allegorie der Malerei und einem Medaillon mit dem Porträt Machards, ist ein Werk von 1904 seines Onkels, des Bildhauers Gustave Crauk.

## Werk

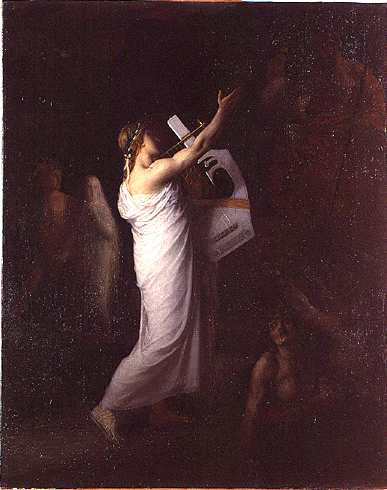
Orphée descendu aux enfers (1865), Paris, École nationale supérieure des beaux-arts.

Neben großformatigen Ölbildern und Porträts in Öl und Pastell hinterließ Marchard auch zahlreiche Zeichnungen.
Marchard, in dessen mythologischen Bildern sich bereits erste Vorzeichen des Symbolismus zeigen, war ein ausgezeichneter Porträtmaler. Neben Kindern stellte er vor allem die mondänen Damen der Belle Époque Frankreichs in ihren aufwendigen Abendgarderoben dar, in denen er Stoffe, Schmuck, Pelze, das Haar und die Sinnlichkeit des Inkarnats mit malerischer Raffinesse und farblicher Brillanz erfasste. Berühmt in der Literatur hat ihn sein Porträt einer „Jungen Frau im Abendkleid mit Hortensien“ gemacht, das zum Gesprächsgegenstand des Verdurin-Kreises im ersten Band von Marcel Prousts Auf der Suche nach der verlorenen Zeit wird.
Bilder Machards befinden sich heute in Museen in Dole, Besançon, Straßburg, Chartres und Rouen.

## Auszeichnungen
- 1865 Prix de Rome
- 1878 Mitglied der Ehrenlegion

## Werke (Auswahl)
Porträts

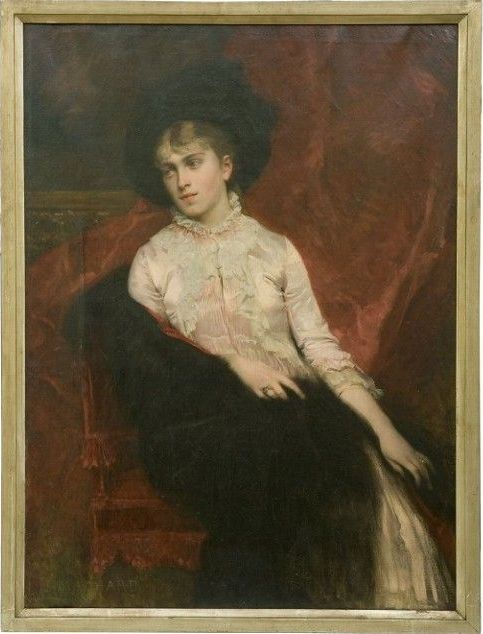
Portrait de Mme Lippmann, née Alexandre-Dumas (1882), Villers-Cotterêts, musée Alexandre-Dumas.

- Porträt von Mrs Gilbert Farquhuar Davidson. Öl auf Ln, 1873, Brighton Museum and Art Gallery
- Porträt der Comtesse Duhesme. Öl auf Ln, 1883. Musée national du château de Compiègne
- Junge Frau im Abendkleid mit Hortensien. Privatsammlung. 1896.
- Porträt eines Mädchens mit einem Strauss roter und gelber Rosen.  Öl auf Ln, 1896
- Porträt einer Dame mit Perlencollier. Pastell.

Historienbilder
- Orpheus in der Unterwelt. Ol uf Ln, 1845
- Narziss,
- Selene, Öl auf Ln, 1879
- Nackte mit Faun, Öl auf Ln, Rom, 1868

## Ausstellungen
- Jules Machard (1839–1900) ou le culte de la ligne. Ausstellung im Musée des beaux-arts in Dole. 2003. Katalog.  ISBN 2-910598-14-4